# باتي دان
باتي دان (بالإنجليزية: Patty Dann)‏ (30 أكتوبر 1953)؛ روائية أمريكية.